# Hüma Hatun

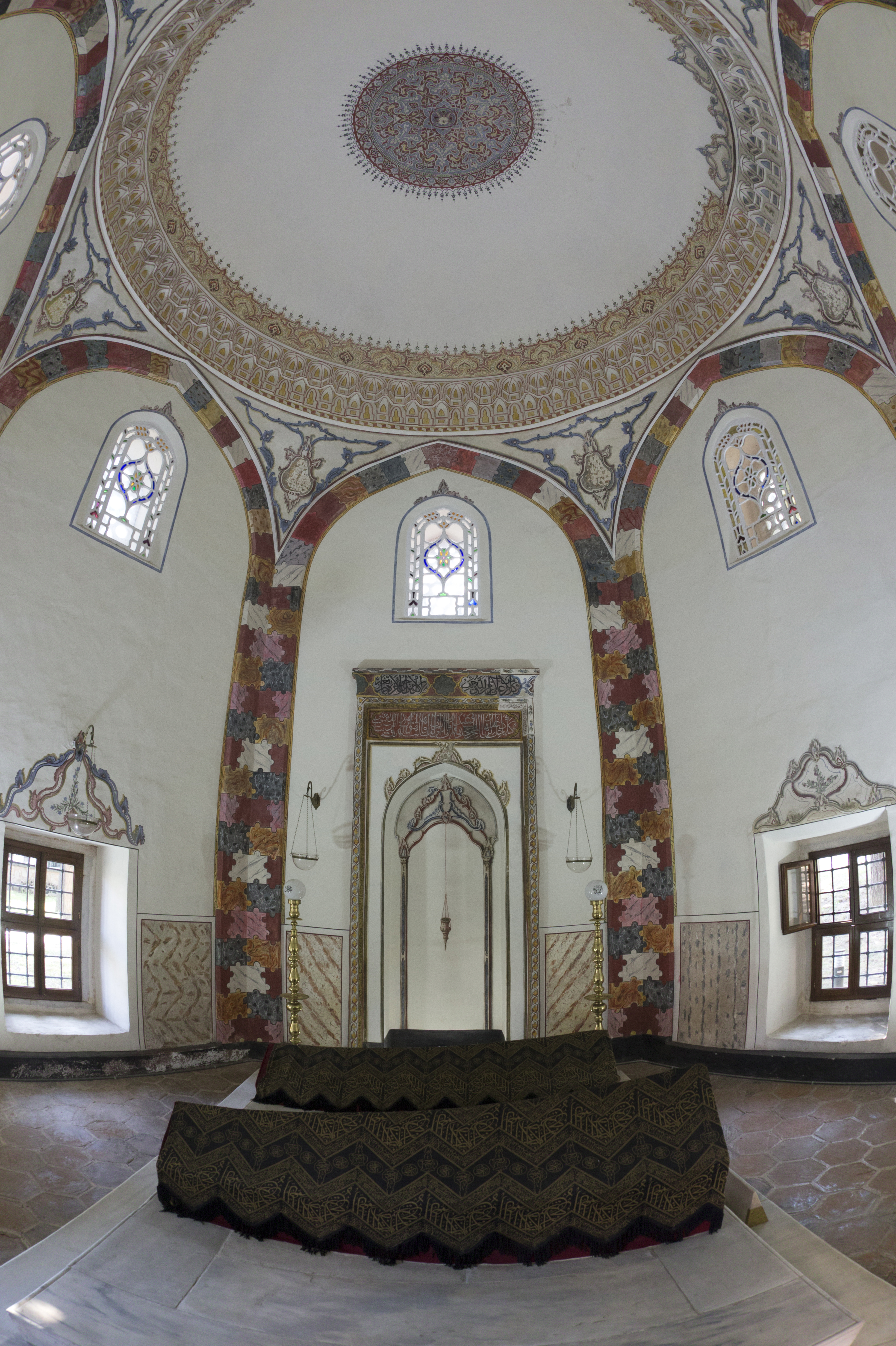
Graf van Hüma Hatun in het Muradiye-complex te Bursa, Turkije

Hüma Hatun (Osmaans: هما خاتون, vogel uit het paradijs/feniks) of Hātun binti Abdullah (ca. 1410 ‒ september 1449) was de concubine van sultan Murat II en moeder van Mehmet II.

## Levensloop
Over haar afkomst wordt veel gespeculeerd. Het bijvoegsel Abdullah wijst er op dat ze van niet-islamitische afkomst was. Vermoedelijk was afkomstig uit de regio van de Balkan. Rond 1424 trad ze in de harem van de Ottomaanse sultan. Ze kreeg met hem twee dochters: Hatice en Fatma, en op 30 maart 1432 werd Mehmet II geboren. Ze verhuisde mee naar Amasya waar Mehmet II werd aangesteld als gouverneur. Ze bleef aan zijn zijde toen Murat II aftrad na de dood van zijn oudste zoon Şehzade Alaeddin in 1443. Mehmet, twaalf jaar oud, werd aangesteld als nieuwe sultan, en Hüma Hatun kreeg de titel van valide sultan.
De entourage van Murat II smeekte om zijn terugkeer, wat in 1446 gebeurde. Hüma Hatun verhuisde met haar zoon naar Bursa, waar zij voor de rest van haar leven zou blijven. Na de dood van haar man in 1451 werd Mehmet II definitief sultan.